# Clasificación para la Copa Asiática 1988
La Clasificación para la Copa Asiática 1988 fue la fase previa disputada para definir a los clasificados a la fase final del torneo a disputarse en Catar.

## Participantes
| Grupo 1                                             | Grupo 2                                       | Grupo 3                                               | Grupo 4                                                        |
| --------------------------------------------------- | --------------------------------------------- | ----------------------------------------------------- | -------------------------------------------------------------- |
| Bangladés China India Yemen del Norte Tailandia UAE | Irak * Japón Jordania Kuwait Malasia Pakistán | Hong Kong Irán Nepal Corea del Norte Singapur * Siria | Baréin Birmania * Indonesia Omán * Corea del Sur Yemen del Sur |

- * Abandono el torneo.

## Grupo 1
Los partidos se jugaron en Abu Dabi, Emiratos Árabes Unidos.
| País            | Pts | J | G | E | P | GF | GC | GD  |
| --------------- | --- | - | - | - | - | -- | -- | --- |
| UAE             | 9   | 5 | 4 | 1 | 0 | 12 | 1  | +11 |
| China           | 7   | 5 | 2 | 3 | 0 | 10 | 1  | +9  |
| Yemen del Norte | 5   | 5 | 1 | 3 | 1 | 5  | 5  | 0   |
| Tailandia       | 4   | 5 | 1 | 2 | 2 | 5  | 12 | -7  |
| Bangladés       | 3   | 5 | 0 | 3 | 2 | 1  | 9  | -8  |
| India           | 2   | 5 | 0 | 2 | 3 | 1  | 6  | -5  |

| Equipo 1        | Resultado | Equipo 2        |
| --------------- | --------- | --------------- |
| Tailandia       | 0-3       | UAE             |
| China           | 0-0       | Yemen del Norte |
| India           | 0-0       | Bangladés       |
| Yemen del Norte | 1-2       | UAE             |
| Bangladés       | 0-4       | China           |
| India           | 0-1       | Tailandia       |
| UAE             | 0-0       | China           |
| Yemen del Norte | 1-0       | India           |
| Tailandia       | 1-1       | Bangladés       |
| UAE             | 3-0       | India           |
| China           | 5-0       | Tailandia       |
| Yemen del Norte | 0-2       | Bangladés       |
| China           | 1-1       | India           |
| Tailandia       | 3-3       | Yemen del Norte |
| Bangladés       | 0-4       | UAE             |

### Detalles de partidos
| 4 de febrero de 1988 | Emiratos Árabes Unidos | 3:0 | Tailandia | -, Abu Dabi · Emiratos Árabes Unidos |  |

| 5 de febrero de 1988 | China | 0:0 | Yemen del Norte | -, Abu Dabi · Emiratos Árabes Unidos |  |

| 6 de febrero de 1988 | Bangladés | 0:0 | India | -, Abu Dabi · Emiratos Árabes Unidos |  |

| 7 de febrero de 1988 | Emiratos Árabes Unidos | 2:1 | Yemen del Norte | -, Abu Dabi · Emiratos Árabes Unidos |  |

| 8 de febrero de 1988 | China | 4:0 | Bangladés | -, Abu Dabi · Emiratos Árabes Unidos |  |

| 9 de febrero de 1988 | India | 0:1 | Tailandia | -, Abu Dabi · Emiratos Árabes Unidos |  |

| 10 de febrero de 1988 | Emiratos Árabes Unidos | 0:0 | China | -, Abu Dabi · Emiratos Árabes Unidos |  |

| 11 de febrero de 1988 | Yemen del Norte | 1:0 | India | -, Abu Dabi · Emiratos Árabes Unidos |  |

| 12 de febrero de 1988 | Tailandia | 1:1 | Bangladés | -, Abu Dabi · Emiratos Árabes Unidos |  |

| 13 de febrero de 1988 | Emiratos Árabes Unidos | 3:0 | India | -, Abu Dabi · Emiratos Árabes Unidos |  |

| 14 de febrero de 1988 | China | 5:0 | Tailandia | -, Abu Dabi · Emiratos Árabes Unidos |  |

| 14 de febrero de 1988 | Yemen del Norte | 0:0 | Bangladés | -, Abu Dabi · Emiratos Árabes Unidos |  |

| 16 de febrero de 1988 | China | 1:1 | India | -, Abu Dabi · Emiratos Árabes Unidos |  |

| 16 de febrero de 1988 | Yemen del Norte | 3:3 | Tailandia | -, Abu Dabi · Emiratos Árabes Unidos |  |

| 17 de febrero de 1988 | Emiratos Árabes Unidos | 4:0 | Bangladés | -, Abu Dabi · Emiratos Árabes Unidos |  |

## Grupo 2
Los partidos se jugaron en Kuala Lumpur, Malasia.
| País     | Pts | J | G | E | P | GF | GC | GD  |
| -------- | --- | - | - | - | - | -- | -- | --- |
| Kuwait   | 7   | 4 | 3 | 1 | 0 | 9  | 0  | +9  |
| Japón    | 5   | 4 | 2 | 1 | 1 | 6  | 3  | +3  |
| Jordania | 5   | 4 | 1 | 3 | 0 | 2  | 1  | +1  |
| Malasia  | 3   | 4 | 1 | 1 | 2 | 4  | 6  | -2  |
| Pakistán | 0   | 4 | 0 | 0 | 4 | 1  | 12 | -11 |

| Equipo 1 | Resultado | Equipo 2 |
| -------- | --------- | -------- |
| Pakistán | 0-4       | Malasia  |
| Kuwait   | 1-0       | Japón    |
| Jordania | 1-0       | Pakistán |
| Malasia  | 0-1       | Japón    |
| Kuwait   | 0-0       | Jordania |
| Jordania | 0-0       | Malasia  |
| Pakistán | 0-3       | Kuwait   |
| Japón    | 1-1       | Jordania |
| Malasia  | 0-5       | Kuwait   |
| Japón    | 4-1       | Pakistán |

### Detalles de partidos
| 7 de abril de 1988 | Malasia | 4:0 | Pakistán | -, Kuala Lumpur Malasia |  |

| 8 de abril de 1988 | Kuwait | 1:0 | Japón | -, Kuala Lumpur Malasia |  |

| 10 de abril de 1988 | Jordania | 1:0 | Pakistán | -, Kuala Lumpur Malasia |  |

| 11 de abril de 1988 | Malasia | 0:1 | Japón | -, Kuala Lumpur Malasia |  |

| 12 de abril de 1988 | Kuwait | 0:0 | Jordania | -, Kuala Lumpur Malasia |  |

| 14 de abril de 1988 | Malasia | 0:0 | Jordania | -, Kuala Lumpur Malasia |  |

| 15 de abril de 1988 | Kuwait | 3:0 | Pakistán | -, Kuala Lumpur Malasia |  |

| 16 de abril de 1988 | Japón | 1:1 | Jordania | -, Kuala Lumpur Malasia |  |

| 18 de abril de 1988 | Malasia | 0:5 | Kuwait | -, Kuala Lumpur Malasia |  |

| 18 de abril de 1988 | Japón | 4:1 | Pakistán | -, Kuala Lumpur Malasia |  |

## Grupo 3
Los partidos se jugaron en Katmandú, Nepal.
| País            | Pts | J | G | E | P | GF | GC | GD |
| --------------- | --- | - | - | - | - | -- | -- | -- |
| Siria           | 7   | 4 | 3 | 1 | 0 | 8  | 2  | +6 |
| Irán            | 6   | 4 | 2 | 2 | 0 | 6  | 1  | +5 |
| Corea del Norte | 5   | 4 | 2 | 1 | 1 | 3  | 2  | +1 |
| Hong Kong       | 1   | 4 | 0 | 1 | 3 | 0  | 5  | -5 |
| Nepal           | 1   | 4 | 0 | 1 | 3 | 0  | 7  | -7 |

| Equipo 1        | Resultado | Equipo 2        |
| --------------- | --------- | --------------- |
| Hong Kong       | 0-0       | Nepal           |
| Siria           | 2-1       | Corea del Norte |
| Hong Kong       | 0-2       | Irán            |
| Nepal           | 0-1       | Corea del Norte |
| Irán            | 1-1       | Siria           |
| Corea del Norte | 1-0       | Hong Kong       |
| Nepal           | 0-3       | Siria           |
| Corea del Norte | 0-0       | Irán            |
| Siria           | 2-0       | Hong Kong       |
| Irán            | 3-0       | Nepal           |

### Detalles de partidos
| 25 de mayo de 1988 | Nepal | 0:0 | Hong Kong | Estadio Dasarath Rangasala, Katmandú Nepal |  |

| 26 de mayo de 1988 | Siria | 2:1 | Corea del Norte | Estadio Dasarath Rangasala, Katmandú Nepal |  |

| 27 de mayo de 1988 | Irán                                     | 2:0 (1:0) | Hong Kong | Estadio Dasarath Rangasala, Katmandú Nepal |                                |
|                    | Sirous Ghayeghran 9' · Samad Marfavi 73' |           |           | Árbitro(s): Xu Bingsheng China             | Árbitro(s): Xu Bingsheng China |

| 27 de mayo de 1988 | Nepal | 0:1 | Corea del Norte | Estadio Dasarath Rangasala, Katmandú Nepal |  |

| 29 de mayo de 1988 | Siria               | 1:1 (1:0) | Irán           | Estadio Dasarath Rangasala, Katmandú Nepal           |                                                      |
|                    | Mohammed Siflan 13' |           | 73' Karim Bavi | Árbitro(s): Abdulaziz Mohamed Emiratos Árabes Unidos | Árbitro(s): Abdulaziz Mohamed Emiratos Árabes Unidos |

| 31 de mayo de 1988 | Corea del Norte | 1:0 | Hong Kong | Estadio Dasarath Rangasala, Katmandú Nepal |  |

| 1 de junio de 1988 | Nepal | 0:3 | Siria | Estadio Dasarath Rangasala, Katmandú Nepal |  |

| 2 de junio de 1988 | Irán | 0:0 (0:0) | Corea del Norte | Estadio Dasarath Rangasala, Katmandú Nepal           |  |
|                    |      |           |                 | Árbitro(s): Abdulaziz Mohamed Emiratos Árabes Unidos |  |

| 3 de junio de 1988 | Siria | 2:0 | Hong Kong | Estadio Dasarath Rangasala, Katmandú Nepal |  |

| 4 de junio de 1988 | Nepal | 0:3 (0:1) | Irán                  | Estadio Dasarath Rangasala, Katmandú Nepal           |                                                      |
|                    |       |           | 6' 53' 67' Karim Bavi | Árbitro(s): Abdulaziz Mohamed Emiratos Árabes Unidos | Árbitro(s): Abdulaziz Mohamed Emiratos Árabes Unidos |

## Grupo 4
Los partidos se jugaron en Yakarta, Indonesia.
| País          | Pts | J | G | E | P | GF | GC | GD |
| ------------- | --- | - | - | - | - | -- | -- | -- |
| Baréin        | 5   | 3 | 2 | 1 | 0 | 4  | 0  | +4 |
| Corea del Sur | 3   | 3 | 1 | 1 | 1 | 5  | 3  | +2 |
| Indonesia     | 3   | 3 | 1 | 1 | 1 | 1  | 4  | -3 |
| Yemen del Sur | 1   | 3 | 0 | 1 | 2 | 1  | 4  | -3 |

| Equipo 1      | Resultado | Equipo 2      |
| ------------- | --------- | ------------- |
| Yemen del Sur | 0-1       | Indonesia     |
| Corea del Sur | 0-2       | Baréin        |
| Yemen del Sur | 1-1       | Corea del Sur |
| Indonesia     | 0-0       | Baréin        |
| Baréin        | 2-0       | Yemen del Sur |
| Indonesia     | 0-4       | Corea del Sur |

### Detalles de partidos
| 17 de junio de 1988 | Indonesia | 1:0 | Yemen del Sur | -, Yakarta Indonesia |  |

| 17 de junio de 1988 | Baréin | 2:0 | Corea del Sur | -, Yakarta Indonesia |  |

| 19 de junio de 1988 | Corea del Sur | 1:1 | Yemen del Sur | -, Yakarta Indonesia |  |

| 19 de junio de 1988 | Indonesia | 0:0 | Baréin | -, Yakarta Indonesia |  |

| 22 de junio de 1988 | Baréin | 2:0 | Yemen del Sur | -, Yakarta Indonesia |  |

| 22 de junio de 1988 | Indonesia | 0:4 | Corea del Sur | -, Yakarta Indonesia |  |

## Clasificados
| Bandera de Catar | Bandera de Arabia Saudita | Bandera de Emiratos Árabes Unidos | Bandera de la República Popular China | Bandera de Kuwait | Bandera de Japón  | Bandera de Irán   | Bandera de Siria  | Bandera de Baréin | Bandera de Corea del Sur |
| Catar            | Arabia Saudita            | EAU                               | China                                 | Kuwait            | Japón             | Irán              | Siria             | Baréin            | Corea del Sur            |
| Anfitrión        | Vigente campeón           | 1° puesto grupo 1                 | 2° puesto grupo 1                     | 1° puesto grupo 2 | 2° puesto grupo 2 | 1° puesto grupo 3 | 2° puesto grupo 3 | 1° puesto grupo 4 | 2° puesto grupo 4        |